# Viettel FC
Maillots
Actualités
Thể Công – Viettel FC (vi:Câu lạc bộ Bóng đá Thể Công – Viettel) est un club vietnamien de football, basé à Hanoi qui s'appelait avant Thể Công FC (vi:Đội bóng đá Thể Công).

## Histoire
Fondé le 23 septembre 1954 sous le nom de Câu lạc bộ Quân đội, le club est la propriété de l'Armée populaire du Vietnam et est rapidement rebaptisé The Cong, un nom qu'il gardera pendant soixante ans. À peine un mois après sa création, l'équipe dispute son premier match au stade Hang Day d'Hanoi.
En 2004, 50 ans après sa fondation, The Cong termine la V-League à la 11e et avant-dernière place du classement et est donc relégué en deuxième division. Par la suite, le club change son nom en The Cong Viettel FC, du nom de son sponsor Viettel (la compagnie d'électronique et télécommunications de l'Armée).
Le 19 janvier 2006, le club retrouve l'élite, après avoir battu le club de Tay Ninh sur le score de 5-3. À cette occasion, il reprend son ancien nom, The Cong.
The Cong est le club le plus titré du Viêt-Nam avec cinq succès en championnats (plus treize titres en Championnats du Nord-Vietnam). Il a également fourni de nombreux joueurs de l'équipe nationale.
En 2010, Viettel Mobile met le club en vente, qui est rapidement acheté par un autre club de V-League, Lam Sơn Thanh Hóa. Les nouveaux propriétaires fusionnent les deux équipes; certains joueurs changent d'équipe tandis que d'autres préfèrent rester fidèles à leurs couleurs. Finalement, une équipe de jeunes, le Viettel FC dispute le championnat de deuxième division tandis que Lam Sơn Thanh Hóa joue dans le championnat élite.
En 2018, le club devient champion de V-League 2 et est promu en V-League 10 ans après l'avoir quittée. 2 ans après, en 2020, Viettel est sacré champion de V-League, 22 ans après leur dernier sacre.
Au niveau international, The Cong a participé une seule fois à la Ligue des champions de l'AFC. En 1999-2000, The Cong est éliminé en huitièmes de finale par les Sud-Coréens de Suwon Samsung Bluewings (1-1, 0-6) après avoir bénéficié du forfait de l'équipe hong-kongaise de Happy Valley AA lors du premier tour. En 2021, Viettel termine 3e de son groupe en Ligue des Champions et est éliminée de la compétition dès les phases de poule. En 2022, Viettel se qualifie puis sort des phases de poule de la coupe de l'AFC avant de s'incliner dans les demi-finales régionales contre Kuala Lumpur City.
Le club est rebaptisé en Thể Công – Viettel FC durant la saison 2023-2024.

## Palmarès
- Championnat du Viêt Nam :
  - Vainqueur : 1982, 1983, 1987, 1990, 1998, 2020

- Coupe du Viêt Nam :
  - Finaliste : 1992, 2004, 2009, 2020 et 2023

- Supercoupe du Viêt Nam :
  - Vainqueur : 1999
  - Finaliste : 2020